# Wormaldia arizonensis
Wormaldia arizonensis là một loài Trichoptera trong họ Philopotamidae. Chúng phân bố ở miền Tân bắc.